# احمدشاه خان
شاهزاده احمدشاه (۲۳ سپتامبر ۱۹۳۴ – ۴ ژوئن ۲۰۲۴) آخرین ولیعهد پادشاهی افغانستان، دومین پسر محمدظاهرشاه، پادشاه سابق افغانستان است. او بعد از فوت پدرش در جولای ۲۰۰۷، به عنوان رئیس خاندان بارکزی تعیین شده است. وی در ۱۶ خرداد ۱۴۰۳ در ایالات متحده آمریکا درگذشت.

## زندگی
احمدشاه محمدزای (۲۳ سپتامبر ۱۹۳۴ – ۴ ژوئن ۲۰۲۴) پسر ارشد محمدظاهرشاه پادشاه سابق افغانستان بود وی در سال ۱۳۳۳ شمسی از آکادمی نظامی افغانستان برتبه نظامی ستوان دوم فارغ گردید. وی در زمانی که ظاهرشاه به خارج از کشور سفر می‌نمود کفالت حکومت افغانستان را بدوش داشت. وی مدتی رئیس جمعیت هلال‌احمر و همچنان استاد دانشگاه پلی تکنیک کابل بود.
احمد شاه پس از کودتای محمد داود خان به ایالات متحده آمریکا رفتند در ایالت ویرجینیا ساکن شدند، ایشان در ۱۶ خرداد ۱۴۰۳ در سن ۸۹ سالگی در همان‌جا درگذشتند.